# Grotte de la Bonne-Femme
La grotte de la Bonne-Femme est une grotte située sur le versant nord du mont de Cordon, sur la commune de Murs-et-Gélignieux, dans l'Ain, à proximité du hameau de Cuchet. Elle était initialement située dans la commune de Brégnier-Cordon. Elle a livré des outils lithiques du Paléolithique supérieur.

## Situation
La grotte de la Bonne-Femme s'ouvre au-dessus du niveau de l'ancien lac de Pluvis.
Les alentours immédiats du site ont été bouleversés par l'aménagement du canal de dérivation de Brégnier-Cordon, qui traverse le lac de Pluvis depuis 1981.

## Historique
Fouillée en 1884 puis en 1910 par Joseph Tournier, la grotte de la Bonne-Femme a révélé une occupation du Paléolithique supérieur (Magdalénien), avec deux foyers séparés par un intervalle de 40 cm. On y a découvert plus de mille silex, notamment des lamelles à bord abattu, des pointes de la Gravette et une pointe de Teyjat. Ces objets sont majoritairement conservés au Grand Séminaire de Belley.

## Protection
La grotte préhistorique de la Bonne-Femme fait l’objet de classements au titre des monuments historiques depuis les 13 juin 1913 et 15 décembre 2011. 